# Ulrike Maschewsky-Schneider
Ulrike Maschewsky-Schneider (* 1947) ist eine deutsche Sozial- und Gesundheitswissenschaftlerin. Sie hat wesentlichen Anteil an der Entwicklung der Frauengesundheitsforschung in Deutschland.

## Werdegang
Ulrike Maschewsky-Schneider studierte Soziologie an der Freien Universität Berlin und wurde am dortigen Psychologischen Institut promoviert.
Von 1985 bis 1996 leitete sie die Abteilung Epidemiologie am Bremer Institut für Präventionsforschung und Sozialmedizin.
1996 wurde sie auf die Professur für Soziologie, insbesondere Gesundheitssoziologie, am Institut für Gesundheitswissenschaften der TU Berlin berufen, eine Position, die sie bis zum Eintritt in den Ruhestand im Jahr 2014 innehatte. Von 1999 bis 2006 war Ulrike Maschewsky-Schneider Sprecherin des Berliner Zentrums Public Health und von 2007 bis 2014 Leiterin der Berlin School of Public Health an der Charité Universitätsmedizin Berlin.
Ihre Arbeitsschwerpunkte betrafen die sozialwissenschaftlichen Grundlagen von Public Health; Frauengesundheitsforschung, unter anderem zur Gewalt gegen Frauen und zur Gesundheit von Migrantinnen; Gesundheitsberichterstattung, Evaluation von Gesundheitsförderung und Prävention sowie die Evidenzbasierung von Public Health.

## Veröffentlichungen (Auswahl)
- Ulrike Maschewsky-Schneider (Hrsg.): Frauen – das kranke Geschlecht? Mythos und Wirklichkeit. Ein Beitrag aus gesundheitswissenschaftlicher Perspektive. VS Verlag für Sozialwissenschaften Wiesbaden 2013. ISBN 978-3-322-97327-6
- siehe auch Ulrike Maschewsky-Schneider #Weblinks

## Funktionen und Mitgliedschaften (Auswahl)
Ulrike Maschewsky-Schneider ist Vorstandsmitglied von S.I.G.N.A.L. Intervention im Gesundheitsbereich gegen häusliche und sexualisierte Gewalt e.V. sowie Vorsitzende des Vorsitzende des Evaluationsbeirates von gesundheitsziele.de.

## Ehrungen (Auswahl)
- Salomon-Neumann-Medaille der DGSMP (2011)[5]